# 長福寺 (十日町市)
長福寺（ちょうふくじ）は、新潟県十日町市にある曹洞宗の寺院。

## 概要
応永15年（1408年）開山。

## 寺院の周辺
- 二六公園ブナ林[2][3]
- 千手観音
- 大地の芸術祭 越後妻有アートトリエンナーレ
- 松乃井酒造場
- 小嶋屋総本店

## アクセス
- 公共交通
  - 北越急行ほくほく線・JR飯山線 十日町駅より北西へ約5 km。
  - 越後交通 十日町＝川西＝小千谷 線 「川西支所前」バス停から西へ約1.1 km（徒歩約14分）。
- 自動車 
  - 関越自動車道 六日町ICから八箇峠道路・国道253号経由、車で約30分。
  - 同 越後川口ICより国道117号経由、車で約20分。